# Chionaspis americana
Chionaspis americana är en insektsart som beskrevs av Johnson 1896. Chionaspis americana ingår i släktet Chionaspis och familjen pansarsköldlöss. Inga underarter finns listade i Catalogue of Life.